# The Ventures
I The Ventures sono un gruppo surf rock statunitense formato a Tacoma, Washington, nel 1958.

## Storia
La band, fondata da Don Wilson e Bob Bogle ha lasciato un importante segno nello sviluppo della musica mondiale, avendo venduto oltre 100 milioni di dischi.
Loro fu la canzone scelta come "colonna sonora" per il proprio funerale da John Belushi il quale avrebbe espresso il desiderio che venisse suonata The 2000 Pound Bee, traducibile in italiano come L'ape da una tonnellata, all'amico Dan Aykroyd durante una chiacchierata sulla spiaggia.

## Premi e riconoscimenti
Nel 2008, i The Ventures sono stati aggiunti nel Rock and Roll Hall of Fame.

## Formazione
Attuale
- Don Wilson – chitarra ritmica (1958–presente)
- Gerry McGee – chitarra solista (1968–1972, 1985–presente)
- Leon Taylor– batteria (1996–presente)
- Bob Spalding – basso (2005–presente)